# Mugil cephalus
Mulet/Muge à grosse tête, Mulet/Muge cabot, Muge céphale
« Mulet cabot » redirige ici. Pour l'hiéroglyphe, voir Mulet cabot (hiéroglyphe égyptien K3).
Espèce
Statut de conservation UICN

 LC  : Préoccupation mineure
Mugil cephalus est une espèce de poissons marins de la famille des Mugilidae. En français il peut être nommé mulet à grosse tête ou muge à grosse tête, mais aussi cabot, muge cabot, muge céphale ou mujou.

## Distribution
Mugil cephalus est présent sur l'ensemble des côtes des zones tempérées, tropicales et équatoriales.

## Description
Le corps est gris olive sur le dos, les flancs sont argentés et le ventre est blanc. Des rayures sont parfois présentes sur les flancs. Les lèvres sont fines. Les nageoires pectorales sont courtes ; elles n'atteignent pas l'œil lorsqu'elles sont retournées vers l'avant.
Les yeux sont protégés par une paupière adipeuse.
La taille maximale rapportée est de 12 kg pour 120 cm mais demande à être confirmée.

## Habitat

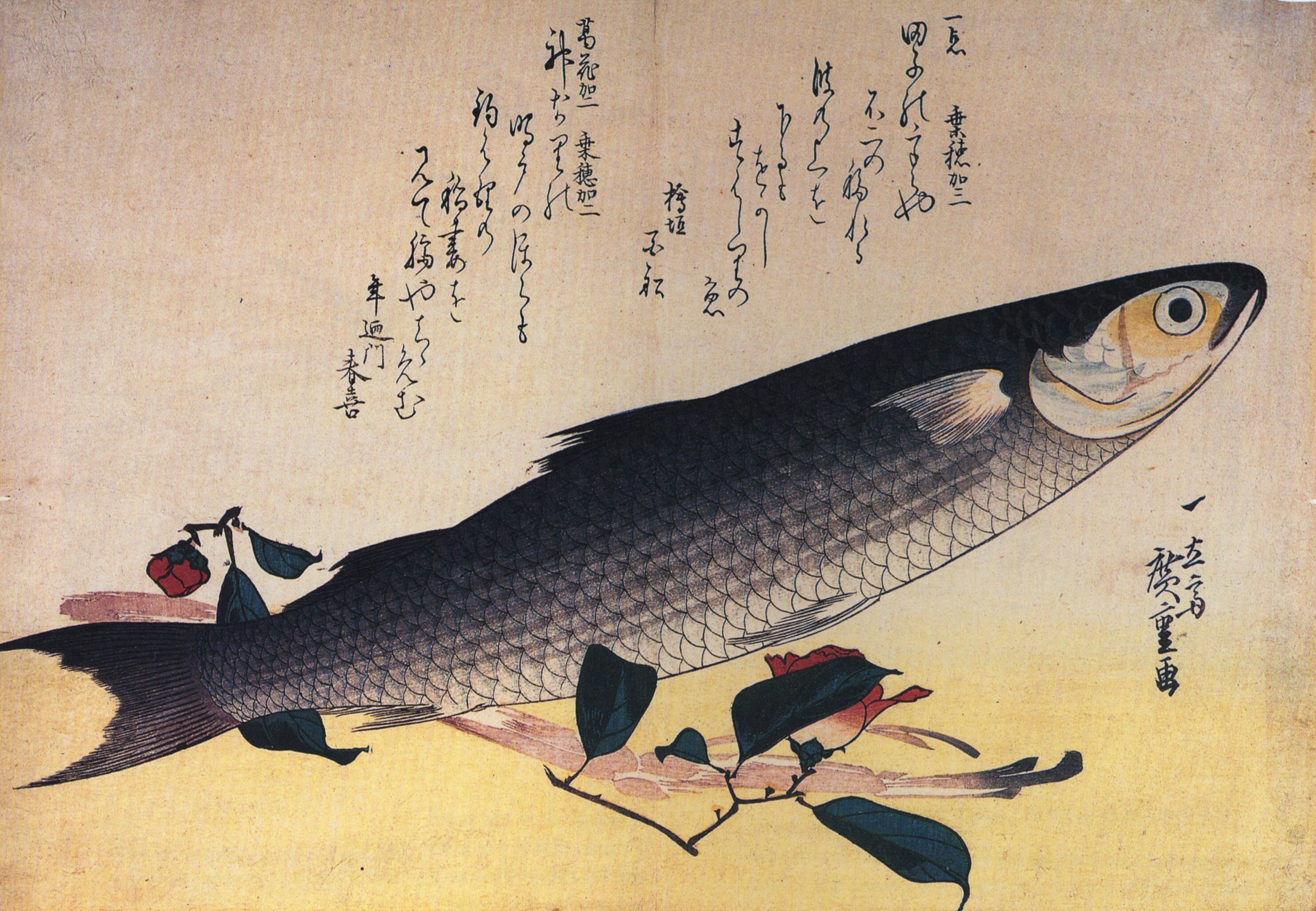
Mulet cabot et camélias, estampe d'Hiroshige (1832).

Mugil cephalus est une espèce côtière qui peut remonter les estuaires et les rivières. C'est un poisson grégaire qui vit sur les fonds sableux ou vaseux, souvent à moins de 10 m de profondeur. De mœurs diurnes, il se nourrit principalement d'algues mais aussi parfois de zooplancton, d'organismes benthiques, ainsi que de petits poissons.

## Reproduction
La reproduction a lieu en mer, à des périodes qui dépendent des zones. Les femelles pondent entre  0,8 et 2,6 millions d'œufs. La maturité sexuelle est atteinte à l'âge de 3 ou 4 ans.

## Aquaculture
Mugil cephalus est couramment élevé en eau douce ou bien dans les étangs salins. Il est vendu frais, séché, fumé, salé ou congelé. Ses œufs constituent la poutargue.